# Euxoa nominata
Euxoa nominata är en fjärilsart som beskrevs av Felix Bryk 1948. Euxoa nominata ingår i släktet Euxoa och familjen nattflyn. Inga underarter finns listade i Catalogue of Life.